# Communauté de communes du canton de Coutances
La communauté de communes du canton de Coutances est une ancienne communauté de communes française, située dans le département de Manche et la région Basse-Normandie.

## Historique
La communauté de communes du canton de Coutances a été créée le 30 décembre 1994. Le 1er janvier 2014, elle fusionne avec les communautés de communes du canton de Cerisy-la-Salle, du canton de Saint-Sauveur-Lendelin et du canton de Gavray pour former la communauté du Bocage coutançais.

## Composition
L'intercommunalité fédérait les sept communes du canton de Coutances :
| Nom                       | Code Insee | Gentilé        | Superficie (km2) | Population (dernière pop. légale) | Densité (hab./km2) |
| ------------------------- | ---------- | -------------- | ---------------- | --------------------------------- | ------------------ |
| Coutances (siège)         | 50147      | Coutançais     | 12,51            | 8 789 (2014)                      | 703                |
| Bricqueville-la-Blouette  | 50084      | Bricquevillais | 6,25             | 565 (2014)                        | 90                 |
| Cambernon                 | 50092      | Cambernonais   | 17,01            | 737 (2014)                        | 43                 |
| Courcy                    | 50145      | Courcyais      | 11,45            | 629 (2014)                        | 55                 |
| Nicorps                   | 50376      | Nicorpais      | 5,63             | 416 (2014)                        | 74                 |
| Saussey                   | 50568      | Sausserais     | 8,89             | 487 (2014)                        | 55                 |
| Saint-Pierre-de-Coutances | 50537      | Saint-Pierrais | 4,04             | 429 (2014)                        | 106                |

## Administration
| Période      | Période       | Identité      | Étiquette    | Qualité                           |
| ------------ | ------------- | ------------- | ------------ | --------------------------------- |
| janvier 1995 | juillet 1995  | Guy Lebrun    |              | Maire de Bricqueville-la-Blouette |
| juillet 1995 | avril 2001    | René Audouard | DvD          | Maire de Coutances                |
| avril 2001   | décembre 2013 | Yves Lamy     | RPR puis UMP | Maire de Coutances                |